# جاك هاولي
جاك هاولي (بالإنجليزية: Jack Hawley)‏ هو محامي وسياسي أمريكي، ولد في 16 يونيو 1920 في بويسي في الولايات المتحدة، وتوفي في 20 ديسمبر 1999. حزبياً، نشط في الحزب الجمهوري. وقد انتخب عضو مجلس نواب ايداهو.